# 朱錦 (光緒進士)
朱錦（？—？），直隸省天津府天津縣人，清朝政治人物、進士出身。
光緒十五年（1889年），参加光緒己丑科殿試，登進士二甲73名。同年五月，改翰林院庶吉士。光緒十八年五月，散館，授翰林院編修。